# Arbeitsdorf
Arbeitsdorf was een Duits werkkamp tijdens de Tweede Wereldoorlog, op zo'n 30 kilometer van Braunschweig gesitueerd. Het kamp werd op 8 april 1942 geopend met 500 gevangenen die waren overgeplaatst vanuit Neuengamme, op 26 april kwamen er nog gevangenen vanuit Sachsenhausen bij en op 23 juni uit Buchenwald. Het totaal aantal gevangenen was 800. Arbeitsdorf was een zelfstandig kamp, maar het had wel dezelfde kampcommandant als Neuengamme, eerst was dat Martin Weiss en vanaf juli 1942 was dat Wihlem Schitli. Het kamp diende als modelproject voor de samenwerking tussen de SS en de metaalindustrie. In Arbeitsdorf werden de gevangenen gedwongen om slavenarbeid te verrichten en het nieuwe prototype van de Volkswagen te bouwen. Hierdoor kregen de gevangenen, voornamelijk opgeleide bouwvakkers, beter te eten dan in de meeste andere concentratiekampen. Toch stierven er ten minste zes mensen, waarschijnlijk door een ongeluk, omdat ze heel gevaarlijk werd moesten doen, waarbij veel ongelukken gebeurde. Op 11 oktober 1942 werd het kamp alweer gesloten, omdat de aluminiumproductie niet was goedgekeurd door het ministerie van Bewapening en Munitie. De overlevenden werden na sluiting naar het oosten gedeporteerd.
Het in 1990 geopende stadsmuseum van Wolfsburg heeft een tentoonstelling over de dwangarbeid in Arbeitsdorf. In 1999 heeft Volkswagen zelf een gedenkteken geplaatst op een bunker van het voormalige fabrieksterrein.
- Nationale Bibliotheek van Tsjechië: zmp2018978397
- Virtual International Authority File: 39151776761918011940

Alfabetisch op naam.  Indien een kamp meerdere rollen had, staat het in de "hoogste" groep.
Zie ook: Lijst van naziconcentratiekampen · Jappenkampen in Nederlands-Indië · Lijst van jappenkampen